# Сосенки (станция метро)
«Со́сенки» — проектируемая станция Московского метрополитена на Троицкой линии. Расположится в районе Коммунарка Новомосковского административного округа. Своё название получила по одноимённой деревне. Открытие станции запланировано в составе участка «Новомосковская» — «Троицк» к 2030 году.

## История
В апреле 2015 года на опубликованной НИиПИ Генплана Москвы схеме развития метро на дальнюю перспективу станция «Сосенки» была обозначена со сроком строительства до 2035 года. В сентябре 2015 года была принята очередная редакция адресной инвестиционной программы города Москвы, в которой были предусмотрены затраты на строительство и ввод в эксплуатацию участка линии метро от станции «Новомосковская» до станции «Десна» вместе со станцией «Сосенки» в 2024 году.
20 июля 2021 года постановлением мэра Сергея Собянина утверждено наименование «Сосенки».
Проект планировки участка Троицкой линии от станции «Коммунарка» (ныне — «Новомосковская») до станции «Троицк» утвержден в 2023 году. По состоянию на июль 2025 года ведется проектирование всех шести станций участка.

## Расположение
Станцию планируется разместить с северо-западной стороны от Калужского шоссе, вблизи деревни Сосенки, между Калужским шоссе и улицей Старые Сосенки.